# 3388 Tsanghinchi
3388 Tsanghinchi è un asteroide della fascia principale. Scoperto nel 1981, presenta un'orbita caratterizzata da un semiasse maggiore pari a 2,3634045 UA e da un'eccentricità di 0,2007442, inclinata di 25,00987° rispetto all'eclittica.